# Néstor Ortiz
Pour les articles homonymes, voir Ortiz.
Néstor Ortiz, né le 20 septembre 1968 à Turbo (Colombie), est un footballeur colombien, qui évoluait au poste de défenseur à l'Once Caldas, au Deportes Tolima, à Millonarios, au Deportivo Pasto, à l'Independiente Santa Fe, à Carabobo et au Deportivo Anzoátegui ainsi qu'en équipe de Colombie.
Ortiz ne marque aucun but lors de ses huit sélections avec l'équipe de Colombie entre 1994 et 1996. Il participe à la coupe du monde de football en 1994 avec la Colombie.

## Carrière
- 1989-1996 : Once Caldas
- 1997-1998 : Deportes Tolima
- 1998-1999 : Millonarios
- 1999 : Deportivo Pasto
- 2003 : Independiente Santa Fe
- 2003-2006 : Carabobo
- 2006-2007 : Deportivo Anzoátegui  [1]

## Palmarès

### En équipe nationale
- 8 sélections et 0 but avec l'équipe de Colombie entre 1994 et 1996.
- Participe au premier tour de la coupe du monde 1994.